# رشيدة لمرابط
رشيدة لمرابط (Rachida Lamrabet) ـ (ولدت سنة 1970) هي كاتبة وروائية ومحامية بلجيكية، مغربية المولد، تكتب بالفلمنكية.

## حياتها
تنتمي لمرابط إلى بلدة سيدي بوجداين بميضار، في منطقة الريف بشمال المغرب. انتقلت مع أبيها سنة 1973 إلى بلجيكا. حيث نشأت وتلقت تعليمها، وتخصصت في الدراسات القانونية، لتعمل مستشارة قانونية ومحامية بمركز تكافؤ الفرص في بلجيكا.

## من مؤلفاتها
- مرسيدس 207 (بالفلمنكية: Mercedes 207): رواية صدرت سنة 2006.
- أرض النساء (بالفلمنكية: Vrouwland): رواية صدرت سنة 2007، ونالت بها جائزة أفضل عمل أول باللغة الفلمنكية في بلجيكا لسنة 2008.[3]
- أبناء الرب (بالفلمنكية: Een kind van God): مجموعة قصصية صدرت سنة 2008، وحصلت على جائزة الأدب الجديد من بنك هولندا البلدي.[4]